# 스웨덴 세탁소 (드라마)
《스웨덴 세탁소》는 2014년 11월 21일부터 2015년 3월 6일까지 MBC 드라마넷에서 방영된 드라마이다.

## 등장 인물
- 송하윤 : 김봄 역
- 오상진 : 김은철 역
- 황승언 : 김은솔 역
- 김이안 : 박기준 역
- 배누리 : 배영미 역
- 최종현 : 용수철 역
- 이용이 : 할머니 역
- 황영희 : 엄마 역
- 정지순 : 찌질남 역
- 송영재
- 안다니엘 : 파티쉐 역
- 전수진 : 홍보희 역
- 김지은 : 유민영 역
- 변기수 : 불륜남 역
- 배지현 : 한채연 역
- 현영 : 혜숙 역
- 김경진
- 김상혁
- 이수정
- 장동민
- 유상무
- 장태민 : 스텝 역
- 정우림 : 민호여친 역

## 방송일
| 회차   | 방송일           | 부제목                            | AGB 닐슨 시청률 |
| ------ | ---------------- | --------------------------------- | --------------- |
| 제1화  | 2014년 11월 21일 | 꿈의 세탁소에 어서 오세요         | 0.502%          |
| 제2화  | 2014년 11월 28일 | 미련을 세탁하는 방법              | -               |
| 제3화  | 2014년 12월 05일 | 진실을 알 수 있는 세탁법          | -               |
| 제4화  | 2014년 12월 12일 | 얼룩진 꿈을 드라이클리닝          | -               |
| 제5화  | 2014년 12월 19일 | 이별의 세탁코스                   | -               |
| 제6화  | 2014년 12월 26일 | 구겨진 우정을 다리는 법           | -               |
| 제7화  | 2015년 01월 02일 | 용감한 여자들의 세탁법            | -               |
| 제8화  | 2015년 01월 09일 | 불안한 청춘들을 위로하는 세탁법   | -               |
| 제9화  | 2015년 01월 16일 | 어른이 되는 세탁법                | -               |
| 제10화 | 2015년 01월 23일 | 불륜남 분리 세탁법                | 0.624%          |
| 제11화 | 2015년 01월 30일 | 님아, 그 고백을 하지마오..        | -               |
| 제12화 | 2015년 02월 06일 | 자식은 부모의 갑이다              | 0.680%          |
| 제13화 | 2015년 02월 13일 | 운명을 바꾸는 시간                | -               |
| 제14화 | 2015년 02월 20일 | 잃고 나면 후회하는 것들           | -               |
| 제15화 | 2015년 02월 27일 | 가족이니까, 괜찮아                | -               |
| 제16화 | 2015년 03월 6일  | Vu ses(비 시에스), 스웨덴 세탁소! | -               |